# 中华人民共和国国家标准汉字编码字符集列表
本列表列举与信息交换用汉字编码字符集相关的中华人民共和国国家标准。

## 常见国家标准列表
- GB/T 2312-80《信息交换用汉字编码字符集 基本集》
- GB 8565.2-88《信息处理文本通信用编码字符集 第二部分：图形字符集》（主要用於電訊。此字符集補充了GB 2312，使之能包括整個《现代汉语通用字表》）
- GB 12052—89《信息交换用朝鲜文字编码字符集》
- GB/T 12345-90《信息交换用汉字编码字符集 辅助集》（GB/T 2312-80的繁体版）
- GB/T 7589-87《信息交换用汉字编码字符集 第二辅助集》
- GB 13131-91（已废止）《信息交换用汉字编码字符集 第三辅助集》（GB/T 7589-87的繁体版）
- GB/T 7590-87《信息交换用汉字编码字符集 第四辅助集》
- GB 13132-91（已废止）《信息交换用汉字编码字符集 第五辅助集》（GB/T 7590-87的繁体版）
- GB/T 15564-1995《图文电视广播用汉字编码字符集 香港子集》
- GB/T 16500-1998《信息交换用汉字编码字符集 第七辅助集》
- SJ/T 11239-2001《信息技术 信息交换用汉字编码字符集 第八辅助集》
- GB 13000-2010《信息技术 通用多八位编码字符集（UCS）》（等效采用（IDT） ISO/IEC 10646:2003 ）
  - 已作废之旧版：
  - GB 13000.1-93《信息技术 通用多八位编码字符集（UCS）第一部分：体系结构与基本多文种平面》（等效采用（IDT） ISO 10646-1:1993 ）
- GB 18030—2022《信息技术 中文编码字符集》（依照UCS定义，GB 18030可以表示代理对（surrogate pair）之外的所有Unicode码位，因此可算为一种“统一码变换格式”））
  - 已作废之旧版：
  - GB 18030-2005《信息技术 中文编码字符集》
  - GB 18030-2000《信息技术 信息交换用汉字编码字符集 基本集的扩充》

## 参看
- 中华人民共和国国家标准
- ISO/IEC 2022
- ISO-IR-165《通讯用中文多字节字符集》
- GBK